# KMS (label)
Pour les articles homonymes, voir KMS.
KMS est un label discographique indépendant américain de techno, basé à Détroit, dans le Michigan.

## Histoire
Le label est fondé en 1987 par Kevin Saunderson et ses productions sont distribuées par Submerge Distribution. Le nom de KMS est l'acronyme de Kevin Maurice Saunderson. Différents genres de musique électronique sont publiés sur le label. En premier lieu, Saunderson utilise le label pour publier ses propres morceaux sous différents pseudonymes comme Tronik House, Reese Projekt, E-Dancer ou Esser'ay. Par ailleurs, la première sortie du label est Kreem du duo Triangle of Love, qui a stylistiquement inspiré Kevin Saunderson. 
En 2017 sort Adam and Eva de Dimitri. En 2019, le label signe Francisco Allendes qui fait ses débuts en 2019 avec Back and Forth qui comprend un remix de Sainderson